# 唐世隆
唐世隆（1516年—？），字德亨，號初泉，直隸河間府獻縣人，民籍，明朝政治人物。

## 生平
嘉靖二十五年（1546年）丙午科順天府鄉試第三十九名舉人。嘉靖二十九年（1550年）庚戌科進士。授杭州府推官，官至戶部陕西清吏司署郎中。

## 家族
曾祖唐鳳；祖父唐岷，州吏目；父唐憲，教諭。母陳氏。重庆下。兄世勲。弟世顯。長子唐載，